# 2010-es orosz labdarúgó-bajnokság (első osztály)
A 2010-es Premjer-Liga az orosz labdarúgó-bajnokság legmagasabb szintű versenyének 19. alkalommal megrendezett bajnoki éve volt. A pontvadászat 16 csapat részvételével 2010. március 12-én rajtolt, a záró fordulót 2010 novemberének végén rendezték.
A bajnokságot az Zenyit nyerte az ezüstérmes CSZKA Moszkva, és a címvédő Rubin Kazany előtt. Ez volt a szentpétervári alakulat 2. bajnoki címe.

## A bajnokság rendszere
A bajnokságot a zord orosz tél miatt tavaszi-őszi rendszerben rendezték meg. A 16 csapat körmérkőzéses rendszerben mérkőzött meg egymással, amely során minden csapat minden csapattal kétszer játszott: egyszer pályaválasztóként, egyszer pedig idegenben.
A bajnokság végső sorrendjét az alábbi szempontok szerint határozták meg:
1. a bajnokságban szerzett pontok összege;
2. a bajnokságban elért győzelmek száma;
3. az egymás ellen játszott bajnoki mérkőzések pontkülönbsége;
4. az egymás ellen játszott bajnoki mérkőzések gólkülönbsége;
5. az egymás ellen játszott bajnoki mérkőzéseken szerzett gólok száma;
6. az egymás ellen játszott bajnoki mérkőzéseken „idegenben” szerzett gólok száma;
7. a bajnoki mérkőzések gólkülönbsége;
8. a bajnoki mérkőzéseken szerzett gólok száma;
9. előző szezonbeli helyezés vagy helyosztó mérkőzés

A bajnokság győztese lett az orosz bajnok, míg a 15. és 16. helyezett csapat kiesett a másodosztályba.

## Változások a 2009-es szezonhoz képest
Kiesett a másodosztályba
- Kubany Krasznodar, 15. helyen
- FK Himki, 16. helyen

Feljutott az élvonalba
- Anzsi Mahacskala, a másodosztály bajnokaként
- Szibir Novoszibirszk, a másodosztály ezüstérmeseként
- Alanyija Vlagyikavkaz, az FK Moszkva visszalépését követően a másodosztály bronzérmeseként[1][2][3]

## Részt vevő csapatok
A 2009-es szezon 6. helyezettje, az FK Moszkva 2010. február 5-én bejelentette, hogy visszalép a 2010-es élvonalbeli küzdelmektől. Hivatalos kizárására 2010. február 17-én került sor.
Az FK Moszkva helyét a másodosztály bronzérmese, a Alanyija Vlagyikavkaz vette át.
| Csapat                   | Székhely         | Stadion                       | Vezetőedző             | 2009        |
| ------------------------ | ---------------- | ----------------------------- | ---------------------- | ----------- |
| Alanyija Vlagyikavkaz    | Vlagyikavkaz     | Köztársasági Szpartak Stadion | Vlagyimir Sevcsuk      | 3. (II. o.) |
| Amkar Perm               | Perm             | Zvezda Stadion                | Rasid Rahimov          | 13.         |
| Anzsi Mahacskala         | Mahacskala       | Gyinamo Stadion               | Gadzsi Gadzsijev       | 1. (II. o.) |
| CSZKA Moszkva            | Moszkva          | Himki Aréna (ideiglenesen)    | Leonyid Szluckij       | 5.          |
| Gyinamo Moszkva          | Moszkva          | Himki Aréna (ideiglenesen)    | Miodrag Božović        | 8.          |
| Krilja Szovetov Szamara  | Szamara          | Metallurg Stadion             | Alekszandr Tarhanov    | 10.         |
| Lokomotyiv Moszkva       | Moszkva          | Lokomotyiv Stadion            | Jurij Szjomin          | 4.          |
| FK Rosztov               | Rosztov          | Olimp–2                       | Oleh Protaszov         | 14.         |
| Rubin Kazany             | Kazány           | Kazányi Központi Stadion      | Gurban Berdiýew        | 1.          |
| Szaturn                  | Moszkvai terület | Szaturn Stadion               | Andrej Gorgyejev       | 7.          |
| Szibir Novoszibirszk     | Novoszibirszk    | Szpartak Stadion              | Ihar Kriusenka         | 2. (II. o.) |
| Szpartak Moszkva         | Moszkva          | Luzsnyiki Stadion             | Valerij Karpin         | 2.          |
| Szpartak-Nalcsik         | Nalcsik          | Szpartak Stadion              | Jurij Krasznozsan      | 11.         |
| Tom Tomszk               | Tomszk           | Trud Stadion                  | Valerij Nyepomnyascsij | 9.          |
| Tyerek Groznij           | Groznij          | Bilimhanov Stadion            | Anatolij Bajdacsnij    | 12.         |
| Zenyit Szankt-Petyerburg | Szentpétervár    | Petrovszkij Stadion           | Luciano Spalletti      | 3.          |

### Vezetőedző-váltások
| Csapat           | Távozott vezetőedző | A távozás módja         | A távozás ideje   | Érkezett vezetőedző | A kinevezés ideje |
| ---------------- | ------------------- | ----------------------- | ----------------- | ------------------- | ----------------- |
| Anzsi Mahacskala | Omari Tetradze      | lemondott               | 2010. március 18. | Arszen Akajev       | 2010. március 18. |
| Anzsi Mahacskala | Arszen Akajev       | ideiglenes státusz vége | 2010. április 18. | Gadzsi Gadzsijev    | 2010. április 18. |
| Gyinamo Moszkva  | Andrej Kobelev      | elbocsátották           | 2010. április 27. | Miodrag Božović     | 2010. április 27. |
| Krilja Szovetov  | Jurij Gazzajev      | lemondott               | 2010. július 26.  | Alekszandr Tarhanov | 2010. július 27.  |

## Végeredmény
| #   | Csapat                     | M  | GY | D  | V  | G+ – G– | GK  | P                                                       | Megjegyzések                                   |
| --- | -------------------------- | -- | -- | -- | -- | ------- | --- | ------------------------------------------------------- | ---------------------------------------------- |
| 1.  | ZenyitK (B)                | 30 | 20 | 8  | 2  | 61–21   | +40 | 68                                                      | 2011–2012-es Bajnokok Ligája – csoportkör      |
| 2.  | CSZKA Moszkva              | 30 | 18 | 8  | 4  | 51–22   | +29 | 62                                                      | 2011–2012-es Bajnokok Ligája – csoportkör      |
| 3.  | Rubin KazanyCV             | 30 | 15 | 13 | 2  | 37–16   | +21 | 58                                                      | 2011–2012-es Bajnokok Ligája – 3. selejtezőkör |
| 4.  | Szpartak Moszkva           | 30 | 13 | 10 | 7  | 43–33   | +10 | 49                                                      | 2011–2012-es Európa-liga – rájátszás           |
| 5.  | Lokomotyiv Moszkva         | 30 | 13 | 9  | 8  | 34–29   | +5  | 48                                                      | 2011–2012-es Európa-liga – 3. selejtezőkör     |
| 6.  | Szpartak-Nalcsik           | 30 | 12 | 8  | 10 | 40–37   | +3  | 44                                                      |                                                |
| 7.  | Gyinamo Moszkva            | 30 | 9  | 13 | 8  | 38–31   | +7  | 40                                                      |                                                |
| 8.  | Tom Tomszk                 | 30 | 10 | 7  | 13 | 35–43   | −8  | 37                                                      |                                                |
| 9.  | FK Rosztov                 | 30 | 10 | 4  | 16 | 27–44   | −17 | 34                                                      |                                                |
| 10. | Szaturn                    | 30 | 8  | 10 | 12 | 27–38   | −11 | 34                                                      | A csapat a bajnoki év után feloszlott.1        |
| 11. | Anzsi MahacskalaÚ          | 30 | 9  | 6  | 15 | 29–39   | −10 | 33 \| rowspan="4" style="background-color: #fafafa;" \| |                                                |
| 12. | Tyerek Groznij             | 30 | 8  | 9  | 13 | 28–34   | −6  | 33                                                      |                                                |
| 13. | Krilja Szovetov            | 30 | 7  | 10 | 13 | 28–40   | −12 | 31                                                      |                                                |
| 14. | Amkar Perm                 | 30 | 8  | 6  | 16 | 24–35   | −11 | 30                                                      |                                                |
| 15. | Alanyija VlagyikavkazÚ (K) | 30 | 7  | 9  | 14 | 25–41   | −16 | 30                                                      | Pervij Gyivizion                               |
| 16. | Szibir NovoszibirszkÚ (K)  | 30 | 4  | 8  | 18 | 34–58   | −24 | 20                                                      | Pervij Gyivizion                               |

Forrás: RFPL (oroszul) 
A rangsorolás alapszabályai: 1. pontszám, 2. győzelmek száma, 3. egymás elleni eredmények (pontszám, gólkülönbség, szerzett gólok száma, idegenben szerzett gólok száma), 4. gólkülönbség, 5. szerzett gólok száma, 6. idegenben szerzett gólok száma, 7. előző szezonbeli helyezés, vagy helyosztó-mérkőzés.
1A 2010–2011-es orosz kupa győztese a 2011–2012-es Európa-liga rájátszásában indulhat.
2A Szaturn csapata a bajnoki évet követően megszűnt, mivel közel 800 millió rubelnyi adósságot halmozott fel.
(B): Bajnokcsapat, (K): Kieső csapat, (F): Feljutó csapat, (I): Kupainduló, (R): A rájátszás győztese, (KGY): Kupagyőztes

## Eredmények
| Hazai \ Vendég1       | ALA | AMK | ANZ | CSZ | GYI | KRI | LOK | ROS | RUB | SZA | SZI | SZM | SZN | TOM | TYE | ZEN |
| Alanyija Vlagyikavkaz |     | 0–0 | 0–0 | 1–3 | 0–0 | 2–3 | 0–0 | 0–0 | 1–1 | 1–1 | 2–1 | 5–2 | 1–0 | 2–1 | 2–1 | 1–3 |
| Amkar Perm            | 1–0 |     | 1–0 | 0–0 | 0–1 | 2–1 | 1–2 | 1–0 | 0–1 | 0–1 | 3–1 | 0–2 | 3–1 | 2–1 | 2–0 | 0–2 |
| Anzsi Mahacskala      | 2–0 | 1–0 |     | 1–2 | 1–1 | 0–0 | 0–1 | 1–2 | 0–1 | 1–2 | 1–0 | 0–1 | 0–0 | 1–0 | 1–0 | 3–3 |
| CSZKA Moszkva         | 2–1 | 1–0 | 4–0 |     | 0–0 | 4–3 | 1–1 | 2–0 | 0–0 | 1–1 | 1–0 | 3–1 | 1–2 | 3–1 | 4–1 | 0–2 |
| Gyinamo Moszkva       | 2–0 | 1–1 | 4–0 | 0–0 |     | 1–1 | 3–0 | 3–2 | 2–2 | 1–0 | 4–1 | 1–1 | 0–3 | 0–0 | 3–1 | 1–2 |
| Krilja Szovetov       | 1–0 | 1–1 | 3–0 | 0–1 | 1–0 |     | 0–0 | 1–2 | 0–2 | 2–1 | 1–1 | 0–0 | 2–0 | 2–3 | 1–3 | 0–1 |
| Lokomotyiv Moszkva    | 3–0 | 2–0 | 2–1 | 1–0 | 3–2 | 3–0 |     | 0–1 | 0–0 | 0–1 | 1–1 | 2–3 | 1–0 | 2–1 | 2–1 | 0–3 |
| FK Rosztov            | 0–1 | 2–1 | 1–0 | 1–0 | 1–1 | 1–2 | 1–2 |     | 0–2 | 1–0 | 0–1 | 1–0 | 1–1 | 0–2 | 1–0 | 1–3 |
| Rubin Kazany          | 1–0 | 3–0 | 0–0 | 0–1 | 2–0 | 3–0 | 2–0 | 2–1 |     | 2–0 | 1–0 | 1–1 | 1–1 | 2–1 | 0–0 | 2–2 |
| Szaturn               | 1–1 | 2–2 | 1–0 | 1–1 | 3–2 | 1–1 | 0–1 | 0–2 | 0–0 |     | 1–1 | 0–0 | 3–1 | 1–2 | 1–0 | 0–1 |
| Szibir Novoszibirszk  | 1–2 | 1–0 | 2–4 | 1–4 | 2–2 | 4–1 | 2–2 | 2–0 | 2–2 | 0–1 |     | 0–0 | 0–2 | 0–1 | 0–2 | 2–5 |
| Szpartak Moszkva      | 3–0 | 2–2 | 3–0 | 1–2 | 0–1 | 0–0 | 2–1 | 2–1 | 0–1 | 2–1 | 5–3 |     | 0–0 | 4–2 | 2–1 | 1–0 |
| Szpartak-Nalcsik      | 2–1 | 2–1 | 1–3 | 1–1 | 1–0 | 1–0 | 1–1 | 5–2 | 1–1 | 2–0 | 4–2 | 0–2 |     | 2–1 | 2–1 | 2–3 |
| Tom Tomszk            | 1–1 | 1–0 | 1–4 | 0–3 | 1–0 | 1–1 | 1–1 | 3–1 | 0–1 | 2–2 | 3–2 | 2–2 | 1–0 |     | 2–1 | 0–0 |
| Tyerek Groznij        | 2–0 | 1–0 | 1–3 | 0–3 | 1–1 | 2–0 | 0–0 | 1–1 | 1–1 | 2–0 | 1–1 | 2–0 | 1–1 | 1–0 |     | 0–0 |
| Zenyit                | 3–0 | 2–0 | 2–1 | 1–3 | 1–1 | 0–0 | 1–0 | 5–0 | 2–0 | 6–1 | 2–0 | 1–1 | 3–1 | 2–0 | 0–0 |     |

Forrás: RFPL (oroszul) 
1A hazai csapatok a bal oldali oszlopban szerepelnek.
Színek: Zöld = hazai győzelem; Sárga = döntetlen; Piros = vendéggyőzelem.
 

## A góllövőlista élmezőnye
Forrás: RFPL.
19 gólos
- Welliton (Szpartak Moszkva)

14 gólos
- Olekszandr Alijev (Lokomotyiv Moszkva)
- Szjarhej Karnyilenka (Tom Tomszk és Rubin Kazany)

13 gólos
- Alekszandr Kerzsakov (Zenyit)

10 gólos
- Vlagyimir Gagyun (Szpartak-Nalcsik)
- Danny Alves (Zenyit)
- Artyom Dzjuba (Tom Tomszk)

9 gólos
- Samil Aszildarov (Tyerek Groznij)
- Kevin Kurányi (Gyinamo Moszkva)
- Vágner Love (CSZKA Moszkva)

8 gólos
- Roman Adamov (FK Rosztov)
- Alekszandr Buharov (Rubin Kazany)
- David Corajev (Anzsi Mahacskala)
- Alekszej Medvegyev (Szibir Novoszibirszk)
- Dmitrij Kiricsenko (Szaturn)
- Dmitrij Szicsov (Lokomotyiv Moszkva)
- Christian Noboa (Rubin Kazany)